# 滝藤満義
滝藤 満義（たきとう みつよし、1944年2月1日 - ）は、日本近代文学者、千葉大学名誉教授。

## 人物
愛知県中島郡萩原村町（現一宮市）生まれ。愛知県立一宮高等学校卒、1966年名古屋大学文学部国文科卒、1973年同大学院博士課程中退、東京大学文学部助手、1976年横浜国立大学教育学部講師、1978年助教授、1989年教授。1995年千葉大学文学部・人文科学研究科教授。2009年定年退官、名誉教授となる。

## 著書
- 『国木田独歩論』 (日本の近代作家) 塙書房, 1986
- 『島崎藤村 小説の方法』 (新視点シリーズ日本近代文学) 明治書院, 1991
- 『一葉文学生成と展開』 (国文学研究叢書) 明治書院, 1998
- 『小説の近代 「私」の行方』おうふう, 2004

## 論文
- 滝藤満義「「生」 : 花袋における「家」と文学」『千葉大学社会文化科学研究科研究プロジェクト報告書』第61号、千葉大学大学院社会文化科学研究科、1-14頁、ISSN 1881-7165、NAID 120005908344。
- 滝藤満義「「蜘蛛の糸」論」『千葉大学社会文化科学研究科研究プロジェクト報告書』第89号、千葉大学大学院社会文化科学研究科、1-12頁、ISSN 1881-7165、NAID 120005908373。
- 滝藤満義「「五重塔」 : 朗円上人のまなざし」『千葉大学社会文化科学研究科研究プロジェクト報告書』第120号、千葉大学大学院社会文化科学研究科、1-11頁、ISSN 1881-7165、NAID 120005908423。
- 滝藤満義「II「春の鳥」の文学教材としての問題点(教科教育研究)」『名古屋大学教育学部附属中高等学校紀要』第13号、名古屋大学教育学部附属中学校 : 名古屋大学教育学部附属高等学校、1968年3月、71-74頁、doi:10.18999/bulsea.13.71、ISSN 0387-4761、NAID 110001788992。
- 滝藤満義「「欺かざるの記」起筆前後の独歩--シンセリティー論-1-」『国語と国文学』第50巻第7号、至文堂、1973年7月、23-36頁、ISSN 03873110、NAID 40001293505。
- 滝藤満義「文学者独歩の成立--シンセリティー論-2-」『国語と国文学』第51巻第1号、至文堂、1974年1月、61-73頁、ISSN 03873110、NAID 40001293564。
- 滝藤満義「喫驚(びっくり)したいということ : 「牛肉と馬鈴薯」論」『日本文学』第27巻第2号、日本文学協会、1978年、48-61頁、doi:10.20620/nihonbungaku.27.2_48、ISSN 0386-9903、NAID 110009973214。
- 滝藤満義「「破戒」の位置」『国語研究』第6号、横浜国立大学国語国文学会、1988年3月、1-18頁、ISSN 0288-1489、NAID 110000248680。
- 滝藤満義「「桜の実の熟する時」論」『横浜国立大学人文紀要 第二類 語学・文学』第37号、横浜国立大学、1990年10月、183-195頁、ISSN 0513563X、NAID 110005857751。
- 滝藤満義「『にごりえ』論」『横浜国大国語研究』第12号、横浜国立大学国語国文学会、1994年3月、1-21頁、ISSN 0288-1489、NAID 110000248600。